# William McMahon
Sir William McMahon (ur. 23 lutego 1908 w Sydney, zm. 31 marca 1988 tamże) – australijski polityk, premier Australii w latach 1971–1972.

## Życiorys

### Młodość
Ukończył prawo na Uniwersytecie w Sydney, idąc tym samym w ślady swego ojca. Do wybuchu II wojny światowej pracował w kancelarii prawnej, po czym w 1940 znalazł się w armii. Ponieważ stwierdzono u niego poważny ubytek słuchu, nie wysłano go na front, lecz przeznaczono do pracy w sztabie. Po powrocie do cywila podróżował po Europie i ukończył podyplomowe studia ekonomiczne.

### Kariera polityczna
W 1949 został członkiem Izby Reprezentantów z ramienia Liberalnej Partii Australii (LPA). Dwa lata później po raz pierwszy znalazł się w rządzie, obejmując tekę ministra lotnictwa i marynarki wojennej. Przez kolejne 15 lat kierował również resortami spraw socjalnych, handlu i rolnictwa oraz pracy. W 1966, gdy Roberta Menziesa zastąpił na stanowisku premiera Harold Holt, McMahon został wiceprzewodniczącym LPA i jednocześnie Skarbnikiem (ministrem finansów).
Po zagadkowej śmierci Holta pod koniec 1967 (najprawdopodobniej utonął, choć nigdy nie odnaleziono ciała), tymczasowym premierem został lider będącej z LPA w koalicji rządowej Partii Agrarnej (CP) John McEwen. Miał on przekazać władzę nowemu liderowi LPA, gdy tylko partia dokona jego wyboru. McMahon był najbardziej naturalnym kandydatem, jednak McEwen ogłosił, że nie zamierza pracować pod jego kierunkiem i w przypadku jego wyboru, CP zerwie koalicję. W tej sytuacji nieoczekiwanie nowym szefem LPA i rządu został John Gorton, zaś McMahon musiał zadowolić się stanowiskiem ministra spraw zagranicznych w jego gabinecie.

#### Premier Australii
W styczniu 1971 McEwen przeszedł na emeryturę, a wraz z jego odejściem przestało obowiązywać weto CP wobec osoby McMahona. Dwa miesiące później ustępujący minister obrony Malcolm Fraser stał się inicjatorem wewnątrzpartyjnego przewrotu w szeregach LPA, w wyniku którego Gorton stracił kierownictwo w partii i gabinecie na rzecz McMahona.
McMahon uzyskał wreszcie upragnione premierostwo, jednak odziedziczył po swym poprzedniku bardzo trudną sytuację. Australia była mocno zaangażowana w wojnę wietnamską i wysyłała tam poborowych, co było niezwykle niepopularne. Z lewej strony premiera atakował lider opozycyjnej Australijskiej Partii Pracy (ALP), niezwykle medialny Gough Whitlam. Nawoływał on m.in. do wprowadzenia powszechnego ubezpieczenia zdrowotnego. Wysoka inflacja utrudniała wzrost gospodarczy.

#### Późniejsza kariera
W 1972 LPA przegrała wybory i przeszła do opozycji. McMahon wraz ze stanowiskiem premiera postanowił oddać również partyjne przywództwo, ale jeszcze przez 2 lata zasiadał w gabinecie cieni pod wodzą swego następcy. W 1977 otrzymał brytyjski Order św. Michała i św. Jerzego klasy Rycerz Wielkiego Krzyża, co pozwoliło mu używać tytułu Sir. Aż do 1982 zasiadał w parlamencie, ale był już poza głównym nurtem. W 1988 zmarł na raka w wieku 80 lat.

### Życie prywatne
Ożenił się dopiero w wieku 57 lat, poślubiając młodszą od siebie o 22 lata Sonię Hopkins. Owocem ich związku było troje dzieci, w tym znany australijski model i aktor Julian McMahon.